# 湯·芬尼
湯·芬尼爵士，CBE（1922年4月5日—2014年2月14日），生於英國普雷斯頓，已故退休足球運動員。
湯·芬尼自小便以職業足球員為目標，因此在14歲時加入了普雷斯頓成為學徒球員。不過，因於家庭環境關係，他除出席球會的訓練之餘，平時又要在一間鉛工廠當學徒幫補家計。湯·芬尼和馬菲士可稱得上是同一類型的球員，兩人同樣擁有純熟的盤扭技巧和極高速度，而湯·芬尼更是「雙槍將」一名，再加上他那炮彈式射門，雖然未曾協助英格蘭國家隊和普雷斯顿贏得任何獎項，但也配稱為英格蘭史上最出色的球員之一。他也被身邊的人稱他為「完美的鉛工」（The Perfect Plumber），表是他無論是工作和足球場上同樣是實而不華。

## 1940年代
1940年，第二次世界大戰爆發，令原本有機會首次在當時的英格蘭頂級聯賽上陣的湯·芬尼等了6年。大戰期間，他和很多英國年青人一樣踏上無情的戰場。當時他在北非第八中隊服兵役，期間他不時為軍部的足球學校上陣比賽，由於表現出色，隨即成為軍部的足球明星。1946年，第二次世界大戰終於結束，湯·芬尼亦可為普雷斯頓上陣。這時，英格蘭國家隊亦開始重上軌道，湯·芬尼自然入選其中。不過，他和馬菲士同樣屬於右翼球員，令多名英格蘭領隊應以誰人當正選而大傷腦筋。後來，由於湯·芬尼的踢法較配合球隊，因此他為國家隊效力的機會比馬菲士多。雖然湯·芬尼和馬菲士經常爭奪正選位置，但兩人也試過在同一場賽事上陣。1947年，英格蘭作客葡萄牙，當時馬菲士出任右翼，而湯·芬尼則擔任左翼。結果英格蘭以10:0大破對手，兩人除各自取得一個入球外，更包辦所有助攻。

## 1950年代
雖然湯·芬尼受到國家隊重用，但未能為他帶來甚麼成就。在1950年的世界盃，英格蘭意外地被美國淘汰出局，之後一屆亦同樣在決賽週初段被淘汰。和國家隊一樣，湯·芬尼在球會生涯過得並不如意。當時的普雷斯頓雖擁有湯·芬尼如此出色的球員，但整體實力依然有限，因而始終未能贏得任何獎項。不過湯·芬尼在個人獎項上總算有不俗的成績，他在1954年和1957年獲選為英格蘭足球先生。另外，他在球壇另一傑出成就是在球員生涯中，從未被黃牌警告或被罰出場。

## 退休後的生活
湯·芬尼在1960年結束球員生涯，其後當上普雷斯頓主席。1961年，英女皇頒受OBE勳銜給他，1998年再被封為爵士。

## 外部連結
- Full list of Finney's international goals （页面存档备份，存于）
- Tom Finney at the International Football Hall of Fame （页面存档备份，存于）
- Tom Finney at the English Football Hall of Fame
- Football fans are asked to raise the standard for North End's greatest player
- Tom Finney Profile at Football England （页面存档备份，存于）